# Turdoides leucopygia
Turdoides leucopygia là một loài chim trong họ Leiothrichidae.
Loài chim này được tìm thấy ở Eritrea, Ethiopia, Somalia, và Nam Sudan.